# Брадфорд Бишъп
Брадфорд Бишъп (на английски: Bradford Bishop) е американски престъпник, бивш кариерен дипломат (служител във външната служба на САЩ), който се укрива от правосъдието, след като убива 5 членове на неговото семейство през 1976 г.
На 10 април 2014 г. ФБР го поставя в списъка на 10-те най-търсени бегълци. На 27 юни 2018 г. е изваден от списъка, като се казва, че ФБР го счита за „опасен беглец“. Въпреки това, той все още е активно издирван от ФБР.

## Биография
Брадфорд Бишъп е роден на 1 август 1936 г. в гр. Пасадина, Калифорния. Има степени бакалавър по история от Йейлския университет и магистър по международни изследвания от колежа Мидълбъри.
След като завършва Йейлския университет през 1959 г., Бишъп се жени за ученическата си любов Анет Вайс, от която има 3 сина. Той постъпва въ въоръжените сили на САЩ и прекарва 4 години в сферата на контраразузнаването. Научава да говори свободно 4 чужди езика: италиански, френски, сърбохърватски и испански. След като напуска армията, Бишъп е част от Държавния департамент на САЩ и работи във външната служба. Това включва публикации в италианските градове Верона, Милано и Флоренция от 1968 до 1972 г. Той също служи и в Африка, включително в Адис Абеба, Етиопия и в Габороне, Ботсуана, от 1972 до 1974 г. Последно през 1974 г., е в щаба във Вашингтон, като помощник-началник на отдела по специални дейности и търговски договори. Той живее в Бетезда, Мериленд, заедно с жена си, тримата сина, и майка си Лобелия.

## Убийства
На 1 март 1976 г., след като разбира, че няма да получи повишението, което иска, Бишъп казва на секретарката си, че не се чувства добре и си тръгва. Полицията вярва, че е отишъл до банката си, където тегли няколкостотин долара, а след това до Монтгомъри Мол, откъдето купува шейкър и бензинови туби. Той също пълни догоре резервоара на комбито си в съседна бензиностанция. Оттам отива до магазин, където купува лопата и вила.
Той се завръща в дома си в Бетезда между 19:30 и 20:00 часа. Полицията смята, че съпругата на Бишъп, вероятно е била убита първа, а майка му, когато се е върнала от разходката на семейното куче. И накрая, тримата му синове (на 5, 10 и 14 години) са убити, докато са спали в една спалня на горния етаж.
Бишъп вероятно откарва телата на 443 километра във вагон на станция, до гъсто залесено блато, на около 8 километра южно от Колумбия, Северна Каролина. Там, на 2 март, той изкопава плитък гроб, където захвърля телата и ги запалва с бензин. Намерени са до изгорелите тела туби, вила и лопата с етикет OCH HDW, които са купени от Poch's Hardware.
Според свидетели той взима кучето със себе си и вероятно е бил придружен от жена, описана като с „тъмна кожа“.
На 10 март съсед се свързва с полицията, след като не вижда семейството известно време. Детектив открива кръв на предната веранда на дома, на пода, на вратата и на стените на спалните. Зъбни проби са използвани, за да се потвърди, че телата, намиращи се в Северна Каролина, са на семейство Бишъп.
На 18 март 1974 г. колата на Брадфорд Бишъп е намерена изоставена в отдалечен лагер в Елкмонт, Тенеси в Национален парк „Грейт Смоки Маунтинс“, на няколко километра от Апалачианската пътека. В колата са намерени бисквити за кучета, кърваво одеяло, пушка, брадва и бръснарски принадлежности с лекарствата на Бишъп. Багажника е пълен с кръв. Свидетел твърди, че колата е била там от 5 до 7 март. На следващия Бишъп е обвинен задочно в пет предумишлени убийства.

## Психология

### Мотиви
Мотивите на Брадфорд Бишъп никога не са напълно обяснени. Статия от 1977 г. на „Вашингтон пост“ съобщава, че няма „никакви доказателства за изневяра или финансови или трудови проблеми“. Въпреки че Бишъп иска промоция, няма история за проблеми, свързани с работата.
Съобщено е, че кариерата на Бишъп е причинила някакво брачно напрежение. Недоволен е от работното си място и се интересува от друга командировка в чужбина, но съпругата му Анет не е склонна. Тя започва да учи изкуство в Университета в Мериленд въпреки желанието на Бишъп да остане домакиня.
Повечето източници са единодушни, че Бишъп изпитват финансови проблеми, но има разногласия по отношение на тежестта им. През 1986 г. „Вашингтон пост“ съобщава, че проблемите са „леки“ и „познати на повечето семейства“. Джон Дъглас ги описва като „нищо ужасно необичайно за хората в тридесетте години, живеещи в този квартал“. През 2013 г. списание Bethesda съобщава, че службата за вътрешни приходи извършва одит на семейните данъци, поради финансови проблеми. Наличието на одит не е потвърдено от ФБР или от Службата за събиране на данъци (IRS).

### Профил
ФБР заявява, че Бишъп е човек, който се радва на къмпинг и туризъм. Той има свидетелство за пилот, когато е бил в Африка. Кара мотоциклет и работи всяка седмица. Той страда от депресия и безсъние и приема Serax (оксазепам) по това време. Обича кучетата. Бишъп също така се радва на уиски, фъстъци и пикантни храни. Смята се също така, че е взел дипломатически паспорт с него, тъй като дипломатическите паспорти на семейството са открити в дома им, но неговият липсва.

## Възможни забелязвания
Бишъп е имал приблизително една седмица време, преди органите на реда да започнат да го търсят. Предполага се, че може да е пътувал с дипломатическия му паспорт. Специалният агент на ФБР Стив Вог заявява през 2014 г., че нито портфейлът, нито паспортът му са открити. Също така се предполага, че Бишъп може да е имал разузнавателна подготовка през 1960-те години, което може да му е помогнало да се укрие през 1976 г.
От 1976 г. насам, Бишъп е видян няколко пъти в различни европейски страни, включително Италия, Белгия, Англия, Финландия, Холандия, Германия, Гърция, Испания, Швеция и Швейцария. Трите най-достоверни наблюдения, отбелязани от Службите на САЩ, са:
- През юли 1978 г. жена от Швеция, която казва, че е работила с Бишъп по време на бизнес пътуване в Етиопия, съобщава, че го е забелязала два пъти в градския парк в Стокхолм в продължение на една седмица. Тя заявява, че е „абсолютно сигурна“, че човекът е бил Брадфорд Бишъп. Тя не се е свързала с полицията тогава, защото още не е знаела, че е издирван за убийства в САЩ.[18]
- През януари 1979 г. бивш служител на щатския държавен департамент го е видял в тоалетна в Соренто, Италия. Той поздравява брадатия мъж, когото той лично смята Бишъп, очи в очи, питайки мъжа импулсивно: „Хей, ти си Брад Бишъп, нали?“ Мъжът се паникьосва внезапно, реагирайки с подчертано американски акцент – „О, не.“ След това той бързо излиза от тоалетната и бяга по улиците на Соренто.
- На 19 септември 1994 г. на жп гара в Базел, Швейцария, съседка, който познава Бишъп и семейството му от Бетезда, е на почивка и съобщава, че е видяла Брадфорд Бишъп на няколко крачки от нея. Тя го описва като „добре поддържан“ и казва, че се е качил в кола.[19]

## Възможни местонахождения
От 2010 г. властите вярват, че Бишъп живее в Швейцария, Италия или другаде в Европа или евентуално в Калифорния. Може да е работил като учител или да се включва в престъпни дейности.
През 2010 г. е разкрито, че преди убийствата Бишъп си е писал със затворника Албърт Кенет Банкстън от федералния затвор в Съединените щати, Марион, въпреки че не е известно защо. Банкстън умира преди правоприлагащите органи да открият връзката му с Бишъп.
През 2014 г. тялото на неидентифициран човек, приличащ на Бишъп, блъснат от кола, докато върви по магистрала в Алабама през 1981 г., е ексхумирано от ФБР. ДНК тестът показва, че човекът не е Бишъп. През 2011 г. ФБР използва пръстови отпечатъци, за да установи, че твърденията, че Бишъп е умрял в Хонг Конг или Франция, са фалшиви.
През 2014 г., по искане на ФБР, съдебната художничка Карън Тейлър създава изображение с възрастовата прогресия, за да се създаде как би изглеждал на около 77-годишна възраст. Използвайки работата на Тейлър, Лиса Шепърд създава няколко алтернативни изображения, за да покаже ако е с коса и очила.
През март 2021 г. осиновена жена твърди, че е разбрала чрез услуга за ДНК тестове, че Бишоп е нейният биологичен баща. ФБР потвърждава, че тя наистина е негова биологична дъщеря.
- Профили на възрастния Брадфорд Бишъп.
- Как би изглеждал Бишъп с очила